# Magu (Distrikt)
Magu ist ein Distrikt im Norden von Tansania in der Region Mwanza, sein Verwaltungszentrum ist in der gleichnamigen Stadt Magu. Der Distrikt grenzt im Norden an den Victoriasee, im Osten an die Region Simiyu, im Süden an die Distrikte Kwimba und Missungwi und im Westen an die Distrikte Ilemela und Nyamagana.

## Geographie
Der Distrikt hat eine Größe von 2666 Quadratkilometer und 421.119 Einwohner (Volkszählung 2022). Von der Fläche entfallen über 1100 Quadratkilometer auf den Victoriasee, die Landfläche ist 1546 Quadratkilometer groß. Vom über 1100 Meter über dem Meer liegenden See steigt das Land sanft hügelig nach Süden und Osten auf rund 1300 Meter an. In Magu gibt es zwei Regenzeiten. Kurze Regenschauer fallen von Oktober bis Dezember, von März bis Mai gibt es ausgiebigere Niederschläge. Im Jahresdurchschnitt fallen 700 bis 1000 Millimeter Regen. Die Temperaturen schwanken von 18 bis 20 Grad Celsius in den Regenzeiten und von 26 bis 30 Grad in der Trockenzeit.

## Geschichte
Magu wurde im Jahr 1974 durch Abtrennung vom Distrikt Kwimba ein eigenständiger Distrikt.

## Verwaltungsgliederung
Der Distrikt Magu ist in 25 Bezirke (Wards) gegliedert:
- Buhumbi
- Bujashi
- Bujora
- Bukandwe
- Chabula
- Isandula
- Itumbili
- Jinjimili
- Kabila
- Kahangara
- Kandawe
- Kisesa
- Kitongo Sima
- Kongolo
- Lubugu
- Lutale
- Magu Mjini
- Mwamabanza
- Mwamanga
- Ng'haya
- Nkungulu
- Nyanguge
- Nyigogo
- Shishani
- Sukuma

| Die Einwohnerzahl nahm von 244.356 bei der Volkszählung im Jahr 2002 auf 299.759 im Jahr 2012 zu. Das entspricht einem jährlichen Wachstum von zwei Prozent. In diesem Jahr sprachen 58 Prozent der über Fünfjährigen Swahili, elf Prozent Swahili und Englisch, knapp über dreißig Prozent waren Analphabeten. Im Jahr 2022 lebten 421.119 Menschen in 80.681 Haushalten. | Hier fehlt eine Grafik, die leider im Moment aus technischen Gründen nicht angezeigt werden kann. Wir arbeiten daran! |

- Bildung: Für die Bildung der Jugend gibt es im Distrikt 114 Grundschulen und 26 weiterführende Schulen. Von den Grundschulen werden elf privat geführt, von den weiterführenden Schulen sind sechs Privatschulen.[7]
- Gesundheit: Für die medizinische Versorgung der Bevölkerung stehen ein Bezirkskrankenhaus und 48 Gesundheitseinrichtungen zur Verfügung.[8][7]

| - Landwirtschaft: Der wichtigste Wirtschaftszweig ist die Landwirtschaft. Das wichtigste Anbauprodukt für den Eigenverbrauch ist der Mais. Daneben werden auch Bohnen, Süßkartoffeln, Erbsen, Reis, Hirse und Maniok angebaut. Für den Verkauf wird hauptsächlich Baumwolle gepflanzt. Rund die Hälfte der 51.000 Haushalte hielten im Jahr 2012 Nutztiere. Hauptsächlich wurden Hühner, Ziegen und Rinder gehalten. - Straßen: Die wichtigste Straßenverbindung ist die asphaltierte Nationalstraße T4 von Mwanza im Westen durch die Distrikthauptstadt Magu und weiter den Victoriasee entlang nach Norden nach Kenia führt. | Hier fehlt eine Grafik, die leider im Moment aus technischen Gründen nicht angezeigt werden kann. Wir arbeiten daran! |

## Sehenswürdigkeiten
- Sukuma-Museum: In Bujora befindet sich das vom kanadischen Missionar David Clement im Jahr 1950 gegründete Sukuma-Freilichtmuseum.[12]

## Politik
In Magu wird alle fünf Jahre ein Distriktrat (District council) gewählt. Die Vorsitzenden seit 1984 waren (Stand 2020):
| Name                        | von  | bis  |
| --------------------------- | ---- | ---- |
| Johnas Mussa Ngangala       | 1984 | 1995 |
| Madata Lazaro Dotto         | 1995 | 2000 |
| Clement Gregory Mabina      | 2000 | 2005 |
| Destery Boniventura Kiswaga | 2005 | 2015 |
| Elisha Hilali Nassoro       | 2015 |      |